# 迎香穴
迎香穴是属于手陽明大腸經的腧穴。

## 定位
鼻翼外緣中點旁，鼻唇溝中。

## 主治
鼻塞、口喎、鼻衄等。

## 操作
直刺或向上斜刺0.2～0.5寸；不宜灸。